# Franco Bontadini
Franco Bontadini (Milán, Ciudad metropolitana de Milán, Italia, 7 de enero de 1893 - Milán, Provincia de Milán, Italia, 27 de enero de 1943) fue un futbolista italiano. Se desempeñaba en la posición de centrocampista.

## Selección nacional
Fue internacional con la selección de fútbol de Italia en 4 ocasiones y marcó 2 goles. Debutó el 29 de junio de 1912, en un encuentro ante la selección de Finlandia que finalizó con marcador de 3-2 a favor de los finlandeses.

## Clubes
| Club           | País   | Año         |
| -------------- | ------ | ----------- |
| Ausonia F. C.  | Italia | 1909 - 1910 |
| A. C. Milán    | Italia | 1910 - 1911 |
| Inter de Milán | Italia | 1911 - 1920 |

## Palmarés

### Campeonatos nacionales
| Título  | Club           | País   | Año     |
| ------- | -------------- | ------ | ------- |
| Serie A | Inter de Milán | Italia | 1919-20 |